# Bracon scanticorum
Bracon scanticorum är en stekelart som först beskrevs av Henry Lorenz Viereck 1917.  Bracon scanticorum ingår i släktet Bracon och familjen bracksteklar. Inga underarter finns listade.